# Historia sztuki

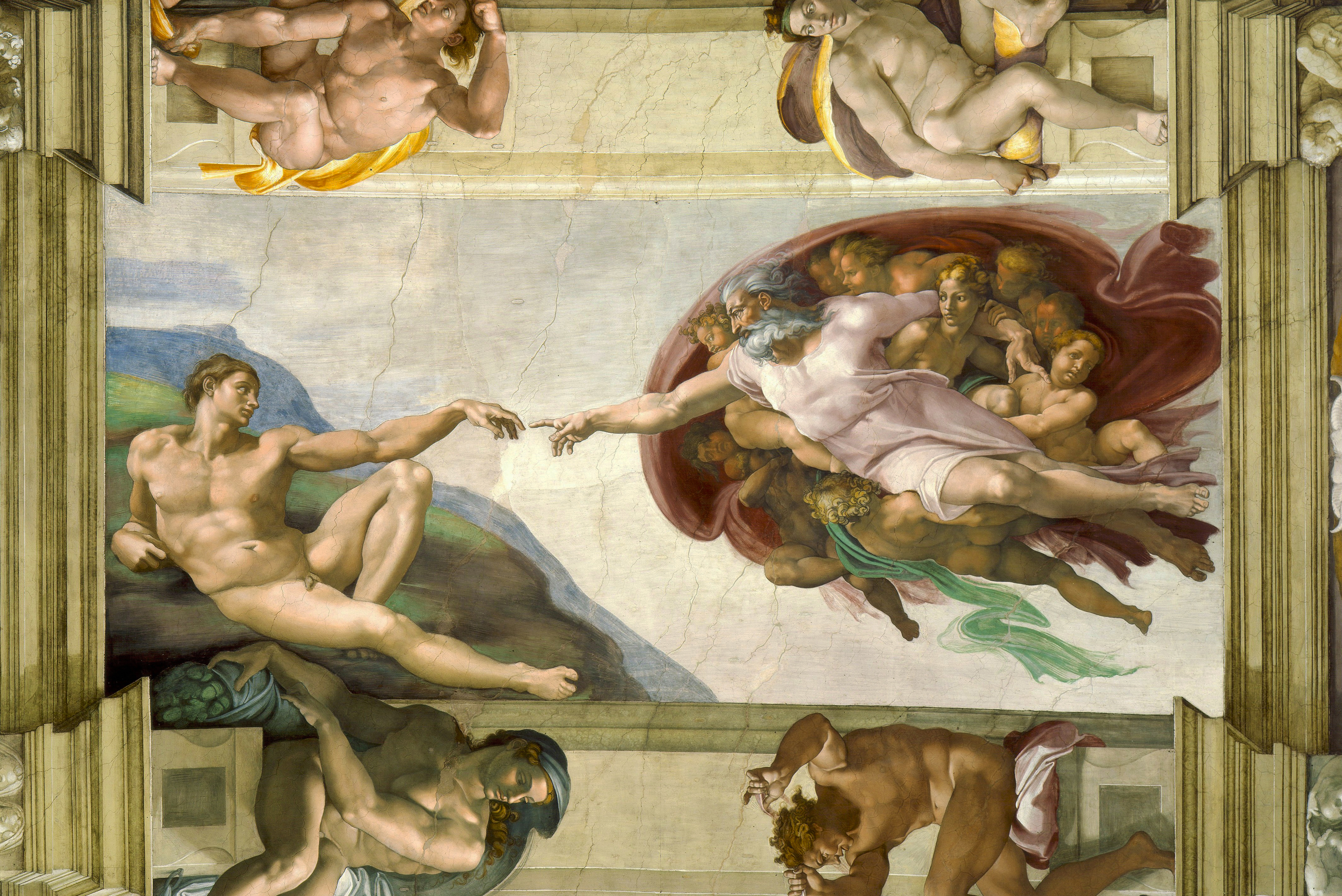
Michał Anioł, Stworzenie Adama, 1512. Florencki artysta był jednym z pierwszych, który doczekał się spisania swojej biografii za życia.

Historia sztuki (niem. Kunstgeschichte, ang. art history) – dyscyplina nauk humanistycznych, której przedmiotem poznania są sztuki wizualne w ujęciu historycznym; działami historii sztuki są historia architektury, historia malarstwa, historia rzeźby oraz historia sztuki użytkowej (sztuki stosowanej).
Klasyczna zachodnia historia sztuki ogranicza się do zagadnień malarstwa, grafiki, rzeźby i architektury Europy od paleolitu do współczesności oraz obu Ameryk po 1494 r. Należy odróżnić historię sztuki od krytyki artystycznej czy estetyki, która jest dziedziną filozoficzną skupiającą się na pojęciu piękna.

## Pochodzenie dziedziny
Początki piśmiennictwa zajmującego się sztuką sięgają starożytności. Pierwsze zachowane zapiski o sztuce to teksty Ksenokratesa z Sykionu (III wiek p.n.e.) i Durisa z Samos (IV wiek p.n.e.). O rozwoju rzeźby i malarstwa greckiego pisał Pliniusz Starszy w swojej encyklopedycznej Historii naturalnej. W średniowieczu zaś swoistą analizę porównawczą architektury możemy znaleźć w XIII-wiecznej Kronice Gerwazego z Canterburry, w której porównywano stary spalony kościół z nowym, odbudowanym.

### Giorgio Vasari i historie artystów

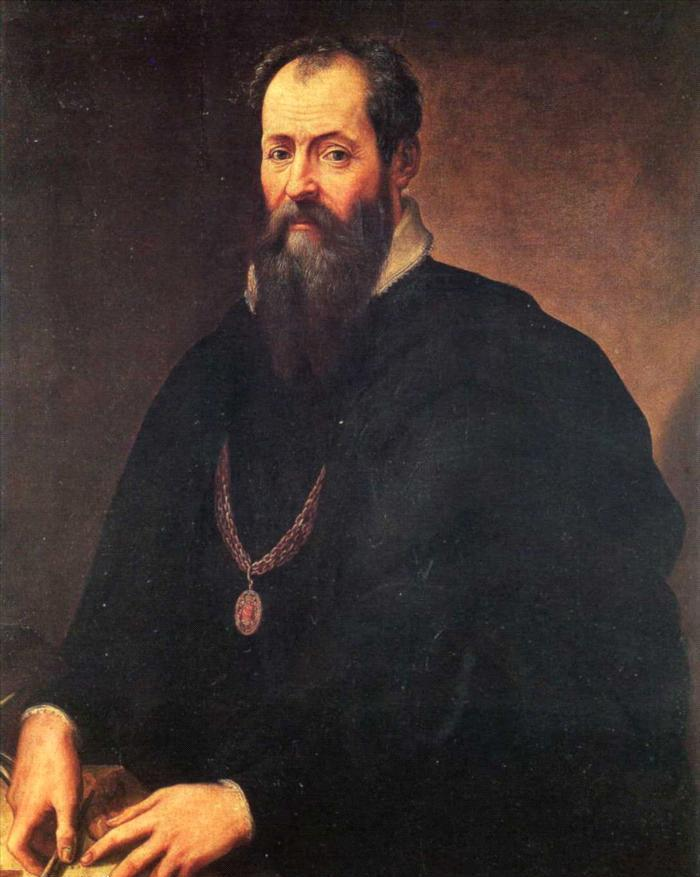
Giorgio Vasari ze względu na swoje Żywoty najsławniejszych malarzy, rzeźbiarzy i architektów uznawany jest za jednego z pierwszych historyków sztuki.

Za jednego z pierwszych autorów biografii artysty uznać można Antonio Manettiego, twórcy manuskryptu o Filippo Brunelleschim. Swoją autobiografię napisał prawdopodobnie Lorenzo Ghiberti. Zaś za pierwsze pełnoprawne opracowanie historii sztuki uważa się Żywoty najsławniejszych architektów, malarzy i rzeźbiarzy włoskich, od czasów Cimabuego do naszych czasów florenckiego malarza Giorgia Vasariego, wydane po raz pierwszy w 1550 r. we Florencji na zlecenie Kosmy I Medyceusza, księcia Toskanii. Dzieło ugruntowywało pozycję Florencji jako głównego ośrodka odrodzenia sztuki oraz rodu Medyceuszy jako jej mecenasów. Vasari przedstawił w nim liniową koncepcję upadku sztuki (zgodnej z paradygmatem mimesis) w średniowieczu i jej stopniowego odradzania przez trecento, quattrocento i ostatecznie cinquecento, gdzie znaleźć miała kulminację w osobie Michała Anioła. Poza cykliczną naturą sztuki i jej wstępną periodyzacją, Vasari ustanowił również wzór formalny dla opracowań historii sztuki jako historii artystów. Żywoty... są de facto zbiorem biografii od Cimabuego do Michała Anioła. Dzieło miało być ściśle związane z charakterem autora, dlatego ważne było przedstawienie faktów z jego życia, które obrazowałyby i uzasadniały jego usposobienie.
Opracowanie Vasariego okazało się być bardzo wpływowym i inspirującym dla kolejnych badaczy sztuki. Wzorowali się na nim m.in. Karel van Mander pisząc Het Schilder-Boeck z biografiami artystów niemieckich i holenderskich, czy Joachim von Sandrart, autor Teutsche Akademie der edlen Bau-, Bild- und Malereikuenste. Sto lat po Vasarim swoje Żywoty nowoczesnych malarzy, rzeźbiarzy i architektów napisał antykwariusz Gian Pietro Bellori, porzucając jednak zasadę komplementarności i bardziej ukierunkowując wybór artystów. Uważa się go również za prekursora ikonografii.

### Winckelmann i krytyka artystyczna
Do sposobu Vasariego krytycznie odniósł się Johann Joachim Winckelmann, badacz Pompei i Herkulanum, kładąc większy nacisk nie na charakter autora dzieła, a erudycję odbiorcy, co odczytywać można jako początki krytyki artystycznej. Jego Geschichte der Kunst des Altertums  z 1764 r. (wyd. polskie ze zmianami Stanisława Kostki Potockiego O sztuce u dawnych, czyli Winkelman polski opublikowano w 1815) na długi czas wpłynęła na widzenie sztuki greckiej i rzymskiej, a także sztuki w ogóle, przyczyniając się do rozwoju klasycyzmu w sztuce. Winckelmann uważał, że szczytem sztuki jest osiągnięcie piękna, czego dokonać może tylko artysta, który sam sobie narzuci rygorystycznie przestrzeganą koncepcję dzieła z edle Einfalt und stille Größe (szlachetną prostotą i spokojną wielkością). Przedstawiając sztukę starożytnej Grecji nakreślił również obraz ówczesnych warunków ekonomicznych, politycznych i społecznych, które miały przyczynić się do jej artystycznego rozwoju.
W tym samym okresie pisał również włoski architekt Giovanni Battista Piranesi, badając i rysując głównie rzymską architekturę. Ostatecznie jednak to wpływ Winckelmanna okazał się decydujący, w efekcie czego historia sztuki zdominowana została przez niemieckojęzyczne centra intelektualne. Jego dzieła zainspirowały Goethe i Schillera do własnych rozmyślań o sztuce. Niezwykle wpływowe były poglądy na sztukę Kanta, który rozpropagował figurę „artysty-geniusza” oraz Hegla i jego „Ducha Czasu”. W duchu tego drugiego powstały prace Karla Schnaase, które stały się podwalinami dla historii sztuki jako nowoczesnej dyscypliny naukowej. Pierwsza katedra historii sztuki powstaje w 1813 na uniwersytecie w Getyndze.

### Wölfflin i analiza formalna

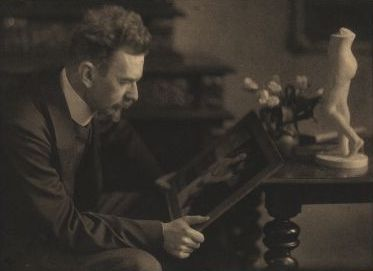
Heinrich Wölfflin, uznawany za jednego z twórców formalizmu.

Na przełomie XIX i XX wieku wiodącymi ośrodkami historii sztuki pozostawał Berlin z dużymi wpływami heglizmu, Bazylea i Zurych z kluczową osobą Jacoba Burckhardta, który heglizm odrzucał, oraz Wiedeń. Dużą rolę zyskał formalizm, zwłaszcza teoria formy i stylu Heinricha Wölfflina. W przeciwieństwie do Vasariego, nie przykładał on większej uwagi do życiorysów artystów. Będąc uczniem Burckhardta, który ukuł współczesne pojęcie renesansu, skupił się na wykazaniu różnic między renesansem a barokiem. Były one dla niego przejawem niezmiennych cykli, przez które przechodzi sztuka, od fazy wczesnej przez klasyczną i barokową. Owe zmiany stylistyczne można było rozpoznać tylko przez analizę formalną, opartą na opozycji pięciu par pojęć:
- linearyzm – malarskość
- płaszczyzna – głębia
- forma zamknięta – forma otwarta
- wielość – jedność
- jasność – niejasność

Na tej podstawie Wölfflin próbował skonstruować pojęcie stylu jako zespołu powtarzających się form powiązanych logicznie w większą strukturę. Roger Fry zaś rozszerzył później formalizm na sztukę nowoczesną. Sam Wölfflin w późniejszym okresie badał również „style narodowe”, wyodrębniając styl „włoski” i „niemiecki” na podstawie swoich badań nad twórczością Dürera. Jako jeden z pierwszych używał na swoich zajęciach ówczesnych projektorów – magicznych latarni, do pokazywania i porównywania dzieł.

### Wiedeńska szkoła historii sztuki

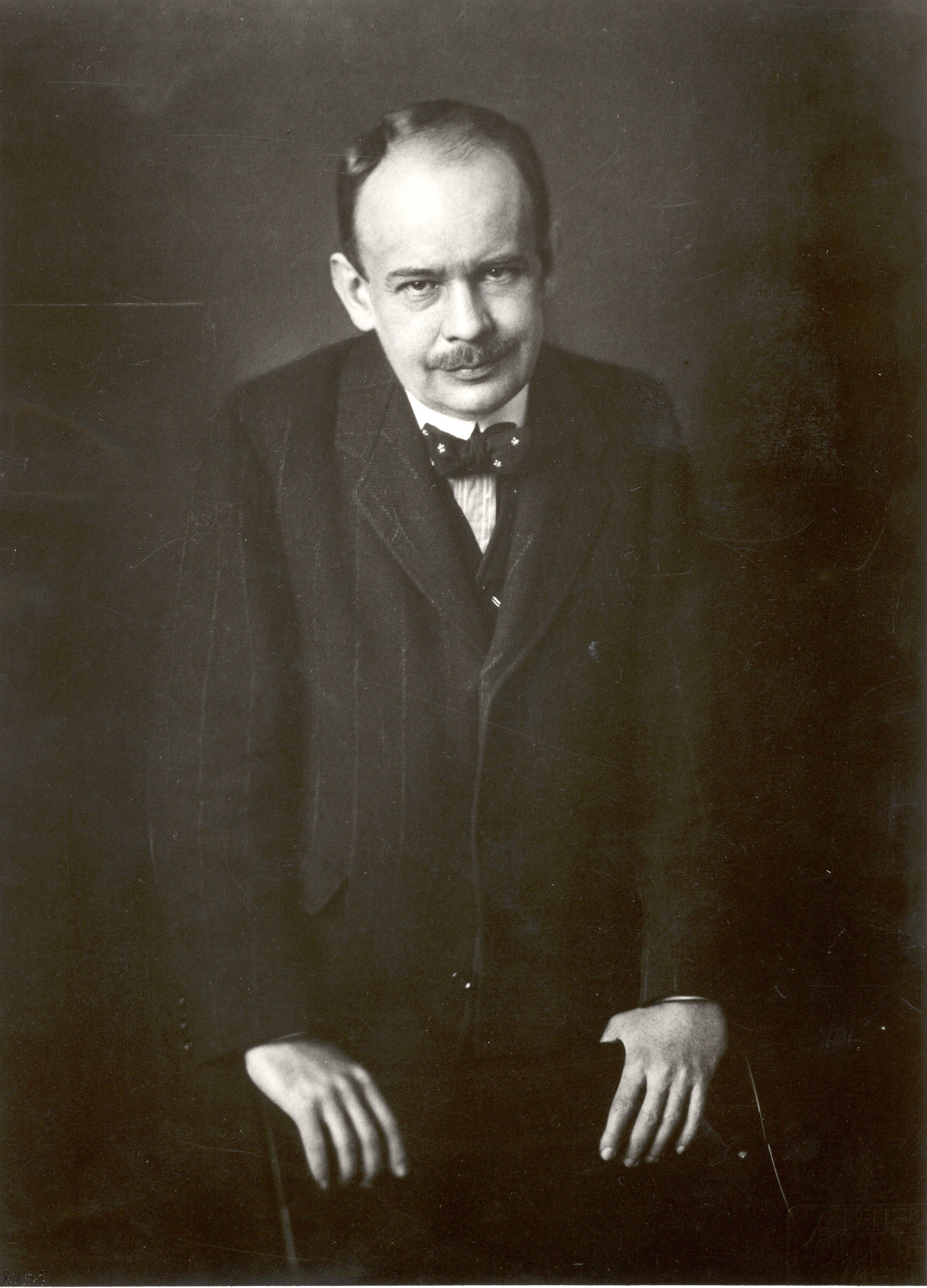
Max Dvořák, jeden z czołowych badaczy wiedeńskiej historii sztuki.

Równocześnie z Wölfflinem działali badacze skupieniu wokół wiedeńskiej szkoły historii sztuki. Starali się nadać dyscyplinie bardziej naukowego rygoru, dystansując ją od osobistych osądów i gustów. Dzięki pracom Moritza Thausinga udało się ukonstytuować historię sztuki jako kierunek odrębny od estetyki, zaś jego uczniowie, Alois Riegl i Franz Wickhoff określani są „pierwszym pokoleniem wiedeńskiej szkoły”. Riegl i Wickhoff rozwinęli metodę porównywania stylistycznego, wychodząc z pozytywistycznego nastawienia odrzucenia wszelkich przejawów metafizyki i skupieniu się na aspektach formalnych dzieła. Dokonali ponownej oceny sztuki późnego antyku, dowartościowując ów okres, wcześniej uważany za etap regresu. Przeciwstawiali się burzeniu zabytków, przez co uznawani są za prekursorów ich ochrony.
Do tzw. „drugiego pokolenia” szkoły wiedeńskiej zalicza się m.in. Maxa Dvořáka, Juliusa von Schlossera, Hansa Tietze, Karla Marię Swobodę czy Josefa Strzygowskiego. W tym samym czasie w Wiedniu uczył się także Ernst Gombrich. Dvořák kontynuował badania nad sztuką wczesnochrześcijańską, odszedł jednak od formalizmu Riegla. W duchu Hegla stworzył koncepcję Geistesgeschichte – historii idei, wedle której sztuka była emanacją ducha epoki. Pozostawał również pod silnym wrażeniem współczesnego dla niego ekspresjonizmu. Schlosser skupił się na analizach stylistycznych, wzorując się na metodach językoznawczych i zbliżając historię sztuki do strukturalizmu, zachowując przy tym szeroko humanistyczne nastawienie. Opozycję do Dvoraka i Schlossera stanowił Strzygowski, który zajmując się sztuką bizantyjską, koptyjską i islamską, rozwinął teorie orientalne, upatrując we wpływie kultur wschodnich źródło degradacji sztuki rzymskiej, czym atakował wcześniejsze prace Riegla i Wickhoffa. Prace Strzygowskiego ujawniają jednak jego rasistowskie i pangermańskie nastawienie.
Po przejęciu władzy przez nazistów w Austrii, wielu historyków sztuki zostało zmuszonych do opuszczenia kraju. Wiedeńską szkołę zdominował Hans Sedlmayr, który odrzucał kontekstualizację sztuki, skupiając się niemal wyłącznie na wartościach estetycznych dzieła. Krytykowano go za skrajny formalizm oraz rasizm i aktywną przynależność do partii nazistowskiej. Po wojnie władzę nad instytutem historii sztuki przejął Karl Maria Swoboda, starający się pogodzić wcześniejsze teorie Shlossera i Strzygowskiego.

## Metodologie historii sztuki
Korzenie współczesnych metod dyscypliny sięgają już XVIII i XIX wieku. Celem tzw. „pierwszej” historii sztuki jest określenie miejsca i czasu powstania dzieła, a także przypisanie dzieła konkretnemu artyście (atrybucja) jeśli nie jest on znany. Objaśnienie treści dzieła (ikonografii) i jego interpretacja (analiza ikonologiczna) należy natomiast do tzw. „drugiej” historii sztuki. Poza kwestiami formalnymi, historycy sztuki badać mogą także kontekst, postrzeganie dzieła, role galerii i muzeów, władzy i ideologii oraz warunków wytwarzania. W przeciwieństwie do nauk ścisłych, używanie różnych metodologii nie będzie prowadzić do udowodnienia danej teorii i wyczerpania tematu, lecz pozwoli lepiej zdefiniować pytania badawcze, generując często kolejne zagadnienia lub doprowadzając do reinterpretacji dzieła i znalezienia nowych znaczeń. Z racji swej dość interdyscyplinarnej natury, historia sztuki często wykorzystuje teorie i metodologie powstałe na gruncie innych dziedzin, szczególnie filozofii i literaturoznawstwa.

### Ikonografia i ikonologia Panofsky’ego

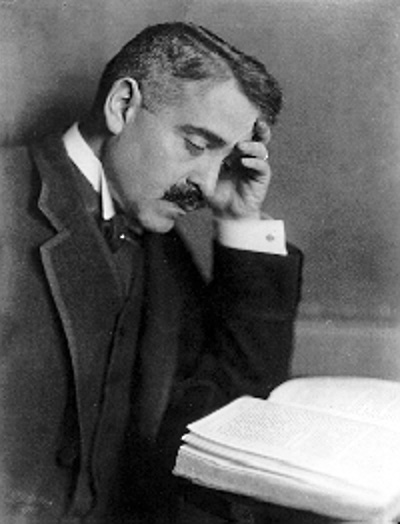
Aby Warburg, jeden z większych badaczy renesansu i twórców metody ikonograficznej i ikonologicznej. Jego biblioteka stała się podwaliną pod późniejszy Instytut Warburga.

W przeciwieństwie do wielu innych teorii, które historia sztuki zaadaptowała z innych dziedzin, metody ikonograficzne i ikonologiczne powstały oryginalnie na łonie dziedziny i można je wywieźć od Pilniusza Starszego przez Giovanniego Pietro Bellori i Winckelmanna. Nowoczesną metodę ikonograficzną rozwinął m.in. Aby Warburg, kontynuując niejako formalizm Wölfflina, ale przykładając większą uwagę do wpływów religii, polityki i życia społecznego. Jego uczniem był Erwin Panofsky, który określił konkretne etapy analizy ikonograficzno-ikonologicznej:
- opis preikonograficzny: skupiający się na podstawowej analizie formalnej, bez konieczności odwoływania się do zewnętrznych źródeł
- analiza ikonograficzna: skupiająca się na identyfikacji motywów i przedstawień w konkretnym dziele
- analiza ikonologiczna: próbując wyjaśnić sens, analizując rozpoznane treści na szerszym tle kulturowym

Sposób ten porównywalny był do wcześniejszych teorii Dvořáka, jednak do jego analizy formalnej i treściowej Panofsky dodał również tematyczną. Metoda Panofsky’ego miała wielki wpływ na rozwój historii sztuki aż do lat 50. XX wieku. W Polsce propagował ją Jan Białostocki, rozwijając o termin grawitacji ikonograficznej, określającej proces, w którym znane motywy zmieniały znaczenia. Podobnie jak toposy w literaturze, tak w sztuce istnieć mają tematy ramowe, które są niezwykle trwałe mimo zmieniających się warunków społecznych i kulturowych, np. wizerunek matki z dzieckiem.
Analiza Panofsky’ego została poddana większej krytyce dopiero w latach 60. XX w., po wykształceniu się krytycznej New Art History, dla której formalistyczne metody zwracały zbyt małą uwagę na rolę widza i kontekst społeczny.

### Psychoanaliza

Ernst Gombrich używa przykładu słynnego obrazka "królik czy kaczka?", by zilustrować złożoność pozornie nieskomplikowanej sztuki iluzjonistycznej. Podobnie jak nie da się na obrazku zobaczyć na raz królika i kaczki, tak samo w malarstwie nie da się zobaczyć jednocześnie techniki malarskiej i złudzenia figuratywnego.

Badanie wrażenia, jakie dzieło sztuki wywołuje w umyśle odbiorcy, wywieźć można już od starożytnej ekfrazy. Współczesne metody psychoanalizy zapożyczone zostały zaś od Zygmunta Freuda. Chociaż jego prace były później wielokrotnie krytykowane (zwłaszcza z pozycji feministycznych) idea stłumionego pożądania odkładanego w podświadomości i wyrażanego później przez sublimację w twórczości, stała się dla historyków sztuki bardzo inspirująca. Tzw. metoda topograficzna pomija szerszy kontekst powstania dzieła, a skupia się na znaczeniach, które artysta, świadomie bądź nie, w nim zawarł.
Rozwinięciem psychoanalizy na polu sztuki były również teorie Jacques’a Lacana, dla którego dzieło nie było prostym przedstawieniem. Według niego, sztuka przedstawia obecność rzeczy jako ich nieobecność, przez co pomaga społeczeństwu radzić sobie z jej brakiem. Pozwoliło to metodom psychoanalizy na badanie nie tylko psychiki artysty, ale i sublimacji w szerszym, społecznym zakresie, które dokonywać się ma za pomocą sztuki.
Jeszcze większą uwagę na widza przeniosły teorie recepcji Ernsta Krisa i Ernsta Gombricha. Wedle Krisa, artysta zapewnia widzowi pośrednio gratyfikację przez dzieło sztuki, poprzez proces regresji, która w takich warunkach nie pojawia się jako mechanizm obronny. Dla Gombricha zaś dzieło sztuki było zapisem postrzegania, które u artysty kształtują wcześniejsze widziane przez niego reprezentacje, należące do jego tradycji kulturowej. Zwracał przez to dużą uwagę na rolę gruntu społecznego w powstawaniu dzieła i zdawał sobie sprawę, że sama psychoanaliza jest niewystarczająca dla pogłębionych badan. Bardziej niż określanie cech danego stylu zajmował go problem tego, jak styl w ogóle powstaje.
Recepcją zajmował się także Rudolf Arnheim, będący również psychologiem Gestalt. Skupiał się na doznaniach sensorycznych, badając, jak wzrok zwraca uwagę na takie wzorce jak równowaga, kolory, ruch, światło, przestrzeń czy forma. Dla Arnheima artystyczna ekspresja to sposób twórców na wyrażanie ich myśli.
Inną interpretację lacanowskiego terminu „spojrzenia” historia sztuki przejęła od teorii filmu. Reżyserka i teoretyczka Laura Mulvey zwróciła uwagę na istnienie tzw. male gaze. Posługując się psychoanalizą, uznała, że odbiorcy dzieł czerpią przyjemność przez oglądanie (swoisty voyeuryzm) oraz identyfikację. Na przykładzie kina hollywoodzkiego pokazała, iż filmy wspierają głównie patriarchalne podejście i punkt widzenia białego, heteroseksualnego mężczyzny. To właśnie oni są standardowymi bohaterami dzieł, co przyczyniać się może do tłumienia tożsamości kobiet czy osób nieheteronormatywnych. Teoria spojrzenia wniosła do historii sztuki głębsze badanie indywidualnego doświadczenia postrzegania.

### Hermeneutyka
Dla nowoczesnej hermeneutyki niebiblijnej kluczowe były prace Martina Heideggera i Hansa-Georga Gadamera. Wedle Heideggera, człowiek „istnieje w świecie” i nie może siebie zrozumieć z perspektywy dystansu czy racjonalizmu, lecz przez jako część świata. Doprowadziło to do stworzenia pojęcia przed-zrozumienia w kategorii poznania. W tzw. kole hermeneutycznym, zanim interpretator podejmie się interpretacji dzieła, już coś sobie o nim wyobraża, dlatego niemożliwa jest interpretacja „od zera”. W efekcie zrozumienie każdej poszczególnej części oznacza zrozumienie całości. Gadamer rozwinął tę teorię, jeszcze mocniej akcentując rolę osadzenia artysty, dzieła i badacza w danej kulturze. Artysta i interpretator zawsze będą ograniczeni różnymi horyzontami kulturowymi czy intelektualnymi, dlatego interpretacja sztuki to dialog, w rezultacie którego ani dzieło ani interpretacja nie pozostają takie same. Nie ma więc jednego prawidłowego zrozumienia, wszystkie interpretacje są relatywne i zależne od miejsca i czasu. Zbliżało to rozważania Gadamera do psychologii postaci i teorii recepcji.
Chociaż hermeneutyka powstała do badania literatury, z powodzeniem znalazła zastosowanie także przy sztukach plastycznych. Historycy sztuki przejęli od niej większy sceptycyzm w stosunku do intencji autora dzieła. Oskar Bätschmann przesunął uwagę z ikonografii na doświadczanie dzieła sztuki przez nie samo. Badał wzajemne relacje między doświadczeniem estetycznym a wiedzą historii sztuki oraz działalnością artysty. Gottfried Boehm, czerpiąc także z historii idei i fenomenologii, ukuł z kolei pojęcie zwrotu ikonicznego, które miało objaśniać proces masowego rozprzestrzeniania się przedstawień wizualnych w XX wieku. W Polsce dużym ośrodkiem badań hermeneutycznych jest Instytut Kulturoznawstwa Uniwersytetu Adama Mickiewicza w Poznaniu.

### Marksizm
W tekstach Karola Marksa i Fryderyka Engelsa sztuka należała do „nadbudowy” społeczeństwa, w przeciwieństwie do „bazy”, którą stanowiła ekonomia i relacje klasowe. Marks zaliczał sztukę do „form ideologicznych”, którymi klasa burżuazyjna utrzymuje korzystne dla siebie warunki społeczne. Równocześnie jednak sztuka sama mogła stać się formą dla rewolucyjnej klasy robotniczej, którą podważyłaby relacje władzy. W przeciwieństwie do wielu obowiązujących wówczas filozofii sztuki (np. kantowskiej czy heglowskiej), Marks i Engels nie czynili większego rozróżnienia między pracą a sztuką, przez co nie postrzegali artystów jako genialnych jednostek.
Późniejszy teoretyk marksistowski, Antonio Gramsci, nadawał sztuce i kulturze większą rolę – nie siła czy prawo, lecz sztuka miała być głównym narzędziem, przez które burżuazja oddziałuje na resztę społeczeństwa i podtrzymuje system korzystny tylko dla niej. György Lukács, rozwijając teorię fetyszyzacji Marksa, stwierdził, iż kapitalizm sprowadził rzeczy, w tym dzieła sztuki, wyłącznie do przedmiotów wymiany, np. pieniędzy czy prestiżu. To właśnie sztuka miała być jedynym sposobem na zatrzymanie ogólnego urzeczowienia, jako że pośredniczy między jednostką a ogółem, przez co zacieśnia relacje społeczne i ubogaca, a nie wyobcowuje.
Problematyką sztuki zajmowali się także badacze krytycznej Szkoły Frankfurckiej, jak Max Horkheimer i Theodor Adorno, badając sztukę ludową czy industrialną. Wedle nich, społeczeństwo kapitalistyczne wytwarzać miało tanią, otępiającą sztukę, używaną w celu zaspokojenia fałszywych, konsumpcyjnych pragnień. Odwracać to miało uwagę od takich wartości jak równość, wolność czy twórczość. Adorno bronił trudnej w odbiorze nowoczesnej sztuki czy muzyki, upatrując w niej możliwość prowokowania radykalnych zmian oraz pogodzenia klas pracujących w celu osłabienia dominującej ideologii.
Guy Debord w swoim Społeczeństwie spektaklu rozważał, w jakim stopniu sztuka pomaga władzy kapitalistycznej, a w jakim może przyczynić się do jej osłabienia. Sam był członkiem Międzynarodówki Sytuacjonistycznej, dążącej do zatarcia granic między życiem a sztuką i przygotowaniem gruntu pod przyszłą rewolucję.
Materialistyczna i społeczna historia sztuki postrzega sztukę bardziej jako produkt skomplikowanych relacji politycznych, ekonomicznych i społecznych, niż „artystów-geniuszów”. Arnold Hauser w swojej Społecznej historii sztuki i literatury skupiał się na związkach sztuki z gospodarką i klasami społecznymi. Michael Baxandall, uczeń Gombricha w Instytucie Warburga, w swoim dziele Painting and Experience in Fifteenth-Century Italy przedstawił renesansową sztukę włoską jako „relikt życia gospodarczego”, badając złożone relacje między artystami a fundatorami, cenniki dzieł i ceny używanych materiałów.

### Strukturalizm i poststrukturalizm
Strukturalizm wywieźć można z prac Claude Lévi-Straussa, który przeniósł analizę systemów językowych na inne zjawiska kulturowe, szczególnie na interpretację mitów. Mity miały dawać sprowadzić się do podstawowych elementów, a do tego wyjaśniać logicznie istniejące w świecie opozycje binarne: piękno i brzydota, altruizm i egoizm, itd. Podobnie jak w teorii recepcji, strukturaliści sceptycznie podchodzili do idei autorstwa i postaci „artysty-geniusza”, podkreślając znaczenie systemów (struktur) językowych czy kulturowych, które istnieją zanim autor stworzy dane dzieło. Artyści bowiem mogą komunikować pewne rzeczy bez świadomej intencji. Myślenie to doprowadziło do śmierci autora Rolanda Barthes'a, według którego: śmierć autora jest ceną za narodziny czytelnika. Dzieło sztuki zbierać ma różnorodne kody z danej kultury, co świadczy o jego intertekstualności.
Na krytyce strukturalizmu, głównie jego ahistoryczności i założeniu „idealnego widza”, wyrósł poststrukturalizm. Wedle Michaiła Bachtina, język zawsze jest ideologiczny a ponadczasowe struktury nie istnieją. Julia Kristeva zaś określiła kulturę nie mianem struktury, lecz procesu ciągłej „strukturalizacji”. Kluczowe w rozwoju teorii były prace Michela Foucaulta, dla którego historia zawsze badana była, by wyjaśnić przyczyny teraźniejszości. Skupiał się na analizie relacji władzy, jej oddziaływaniu na społeczeństwo i ludzkie ciało, co rozwinęło jego badania w stronę nie poruszanych wcześniej tematów, takich jak historia seksualności, więziennictwa, szaleństwa. Rozwinął pojęcie dyskursu, który miał skupiać w sobie m.in. teksty, obrazy, praktyki kulturowe czy idee, oraz służyć władzy do określenia ram rzeczywistości.
Elementy myśli strukturalnej, takie jak binarne opozycje, pojawiały się w historii sztuki już dawniej, np. u Wölfflina. Sam poststrukturalizm zaś istotnie zmienił historię sztuki - jak twierdzi Norman Bryson, interpretacja historyków nie może opierać się wyłącznie na zebranej dokumentacji czy świadectwach. Często jest ich tak dużo, że opcje interpretacji są w zasadzie nieograniczone, dlatego kluczowe staje się wybranie przez badacza danej metody. Historia "nie czeka po prostu na odkrycie", a ważna jest nie tylko przeszłość ale i teraźniejszość, która warunkuje sposób interpretacji.
Poststrukturalizm zmienił również myślenie o mimesis: formy wizualne nie są ujęciem istoty świata przez artystę, lecz są jego wartościującymi interpretacjami, różnymi w zależności od miejsca i czasu. Zamiast skupiać się na pojedynczych okresach czy artystach, badania poststrukturalne częściej wybierają za swój temat jeden motyw, pytając o cel, w jakim artysta ponownie wykonywał dane przedstawienie, o jego rezultat czy o oddziaływanie innych dzieł. Idee Foucaulta dotyczące władzy i politycznej technologii ciała zainspirowały z kolei badania nad instytucjami muzeów i galerii.

### Feminizm
.

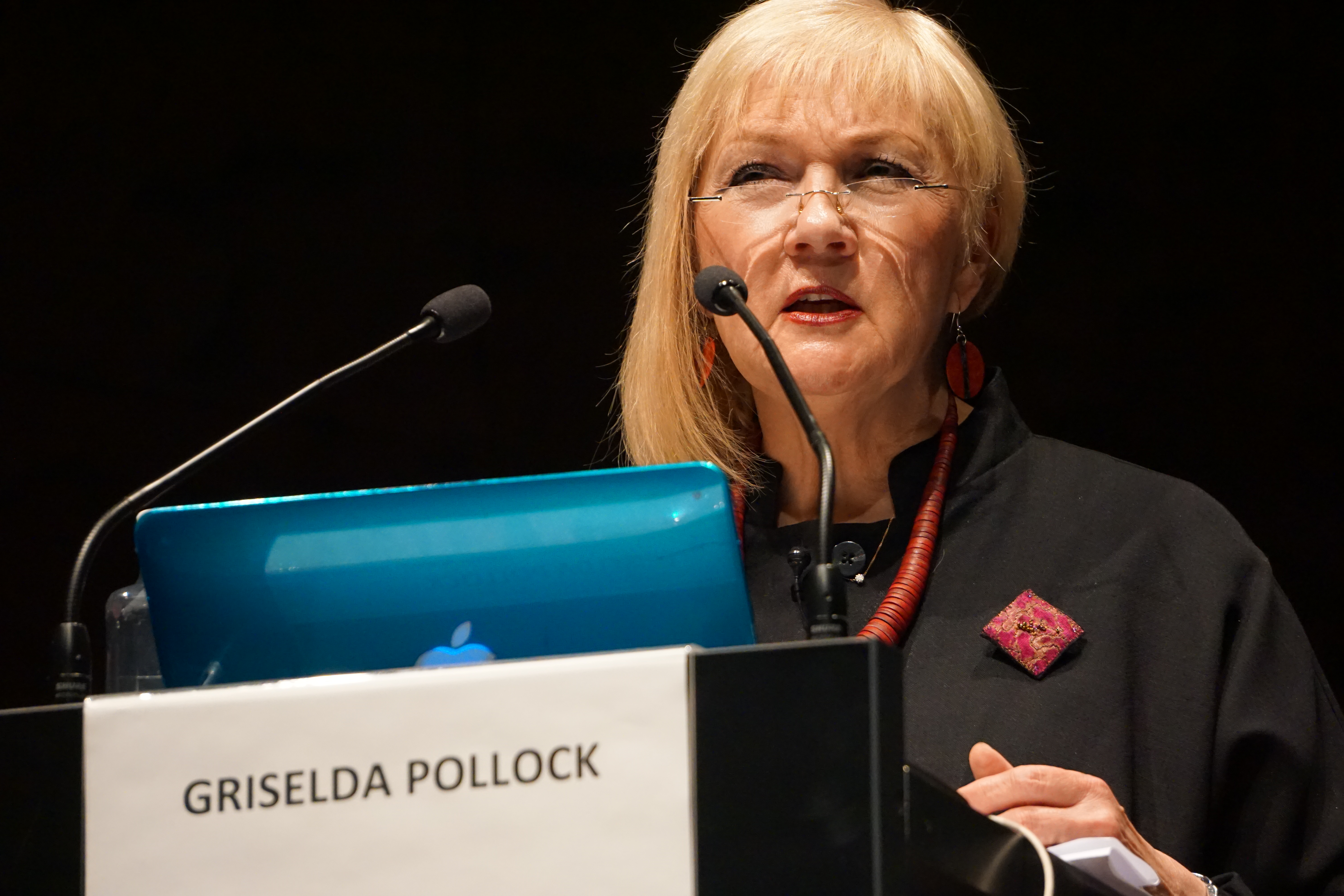
Griselda Pollock, jedna z czołowych badaczek feministycznej historii sztuki.

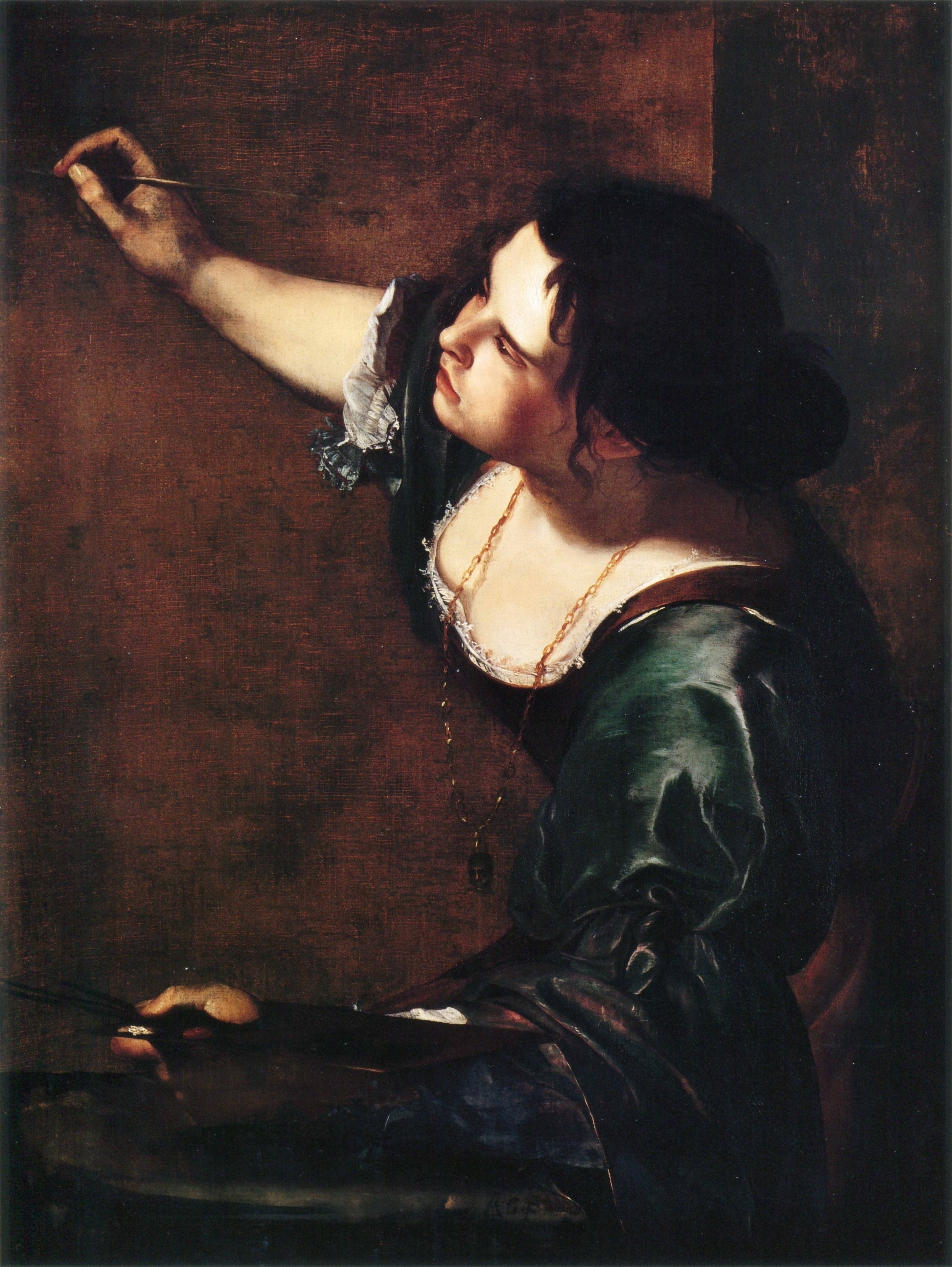
Autoportret jako alegoria malarstwa, Artemisia Gentileschi. Metodologia feministyczna i prace Mary Garrard pozwoliły odkryć ową renesansową artystkę na nowo

Początki tej metody związane są z drugą falą feminizmu i artykułem Lindy Nochlin: Dlaczego w sztuce nie było wielkich artystek? Wg Nochlin kobietom trudniej było kształcić się w artystycznych zawodach – nie mogły chociażby uczyć się anatomii rysując nagiego męskiego modela. Również historycy sztuki mogli nie dostrzegać nielicznych artystek, gdyż kanon „wielkich artystów” promował model „artysty-geniusza”, do którego z definicji łatwiej pasowali mężczyźni. Wg Nochlin metodologia feministyczna nie powinna więc skupiać się ściśle na dodawaniu żeńskich nazwisk do „kanonu”, lecz zmieniać sam paradygmat myślenia o wybitnych artystach.
W Wielkiej Brytanii czołową przedstawicielką feministycznej historii sztuki pozostaje Griselda Pollock zajmująca się kwestią genderową w sztuce artystek i w ukazywaniu kobiet. Wraz z Rozsiką Parker wydała Old Mistresses: Women, Art and Ideology, w której, wspierając się na teoriach marksistowskich i studiach kulturowych, badają, w jaki sposób artystki negocjują swój status kobiety oraz przedstawiają swoją kobiecość. Do rozwoju metodologii feministycznej w znacznym stopniu przyczyniły się prace Normy Broude i Mary Garrard, które poza własnymi badaniami (zwłaszcza o artystce Artemisii Gentileschi) sukcesywnie publikowały zbiory feministycznych tekstów
Feministyczna historia sztuki bada więc, w jaki sposób fakt identyfikowania się twórcy jako kobiety miał wpływ na przebieg jej kariery bądź formę dzieła, lub sposobu, w którym postacie kobiece zostały w danym dziele przedstawione. Badaczka Patricia Matthews wyróżnia trzy cele feministycznej teorii:
1. odzyskanie doświadczenia kobiet i artystek dla historii sztuki
2. krytyka i dekonstrukcja dotychczasowych autorytetów i instytucji
3. ponowne postawienie sobie celów badawczych poprzez przemyślenie kulturowej i psychologicznej przestrzeni tradycyjnie przypisywanej kobietom[61]

Według Alice Walker konieczne jest także poszerzenie badanych dziedzin sztuki. Oprócz takich tradycyjnych, jak malarstwo, rzeźba czy architektura, które były łatwiej dostępne mężczyznom, należy także badać ceramikę, tkaninę bądź ogrody, gdyż były to często jedyne pola, na których kobiety (zwłaszcza czarne) mogły wyrażać się artystycznie. Według Pollock i Parker podział na sztukę „niską” i „wysoką” w wielu miejscach pokrywa się właśnie ze sztuką wykonywaną tradycyjnie przez mężczyzn i kobiety. O roli męskiego spojrzenia, które łączy kobiety i ich ciało tradycyjnie z naturą a nie „sztuką wysoką” pisała zaś Amelia Jones, zajmująca się sztuką ciała.
Wraz z rozwojem trzeciej fali feminizmu, feministyczna historia sztuki poszerzyła się o zagadnienia lesbijek i kolorowych kobiet. O nieustannym przenikaniu się tych wątków pisała w swoich pracach m.in. bell hooks. Z kolei Freida High Wasikhongo Tesfagiorgis zwróciła uwagę na "pół-niewidzialny" status czarnoskórych artystek, które nie znajdują się ani w sferze badaczy feministycznych, ani afroamerykańskich.

### LGBTI Studies, Teoria Queer

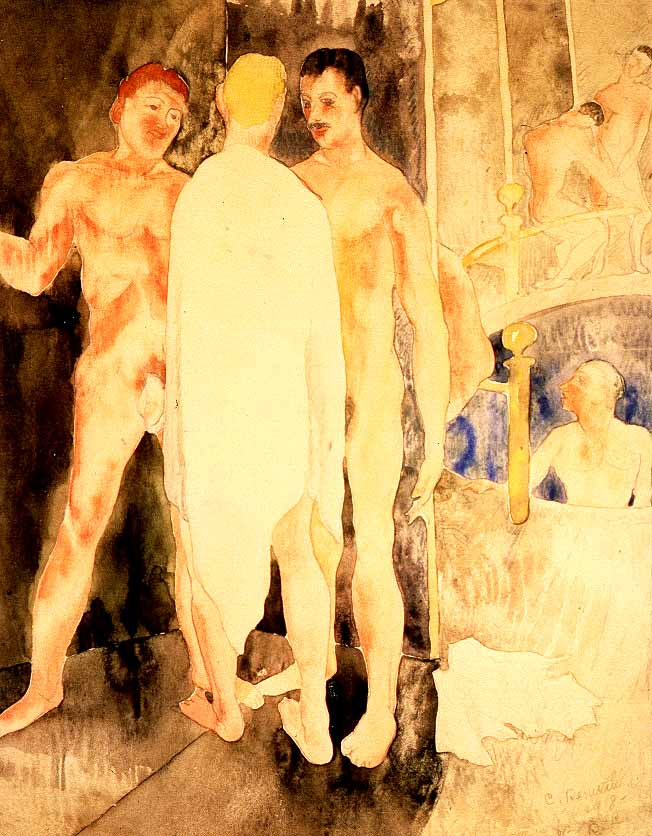
Autoportret w tureckiej łaźni, Charles Demuth. W swoich pracach Jonathan Weinberg bada, w jaki sposób artysta próbował pogodzić stworzenie samoświadomej sztuki "amerykańskiej" z przedstawieniem własnej seksualności

Podobnie jak w przypadku teorii feministycznej, początkowym celem LGBTI Studies było poszukiwanie artystów i artystek homoseksualnej orientacji, badanie dzieł sztuki o tematyce homoerotycznej oraz dokumentowanie gejowskiej i lesbijskiej tożsamości. Teoria Queer zaś skupiała się bardziej na tzw. przymusowym heteroseksualizmie i tego, jak organizuje on społeczeństwo, spychając inne identyfikacje seksualne i genderowe. Historia LGBTI Studies i Queer Theory ściśle związana jest z rozwojem ruchu równouprawnienia społeczności LGBT, z wydarzeniami takimi jak zamieszki na Stonewall czy epidemią AIDS. Kluczowe role w rozwoju teorii odegrały dzieła Michela Foucaulta, jak Historia seksualności czy Judith Butler i Uwikłani w płeć. Butler znacząco rozwinęła gender studies, wprowadzając takie pojęcia jak performatywność płci czy heteromatriks. Jak przyznaje Jonathan Weinberg, spośród nauk humanistycznych to historia sztuki najpóźniej zaczęła zwracać uwagę na związek między dziełami a orientacją seksualną.
W praktyce większość badaczy łączy podejścia LGBTI Studies i teorii Queer. Ważnymi opracowaniami korzystającymi z tych teorii jest m.in. Gay and Lesbian Studies Art History Whitneya Davisa, czy Speaking for Vice: Homosexuality in the Art of Charles Demuth, Marsden Hartely, and The first American Avant-Garde Weinberga. W Polsce do badaczy zajmujących się tymi zagadnieniami należą m.in. Paweł Leszkowicz, kurator pierwszej homoerotycznej wystawy w Muzeum Narodowym w Warszawie Ars Homo Erotica, czy artysta Karol Radziszewski, założyciel Queer Archives Institute.

### Postkolonializm
Postkolonializm oznaczać może „każdą kulturę dotkniętą procesem ideologii imperialistycznej od momentu kolonizacji do dnia dzisiejszego”. Badacze zwracają uwagę na różnorodność zależności kolonialnych, ze względu na rasę, klasę społeczną, religię czy płeć. W rozwoju teorii postkolonialnej kluczowe były prace Edwarda Saida, który opierając się na teoriach Foucaulta dotyczących dyskursu i władzy, badał jak Zachód używał pojęcia orientalizmu, by uczynić Wschód „egzotycznym” w celu jego podporządkowania. Stuart Hall zaś podkreślał, że systemy kolonialne są na tyle silne, że kolonizowani sami zaczynają postrzegać siebie jako niecywilizowanych i innych.
Postkolonialna historia sztuki bada głównie przedstawienia kolonizowanych narodów, najczęściej na filmach, plakatach czy pocztówkach. Ważne są także zagadnienia architektury kolonialnej czy hybrydyzacji – łączeniu przez artystów różnych kultur i tradycji.

## Historia sztuki w Polsce

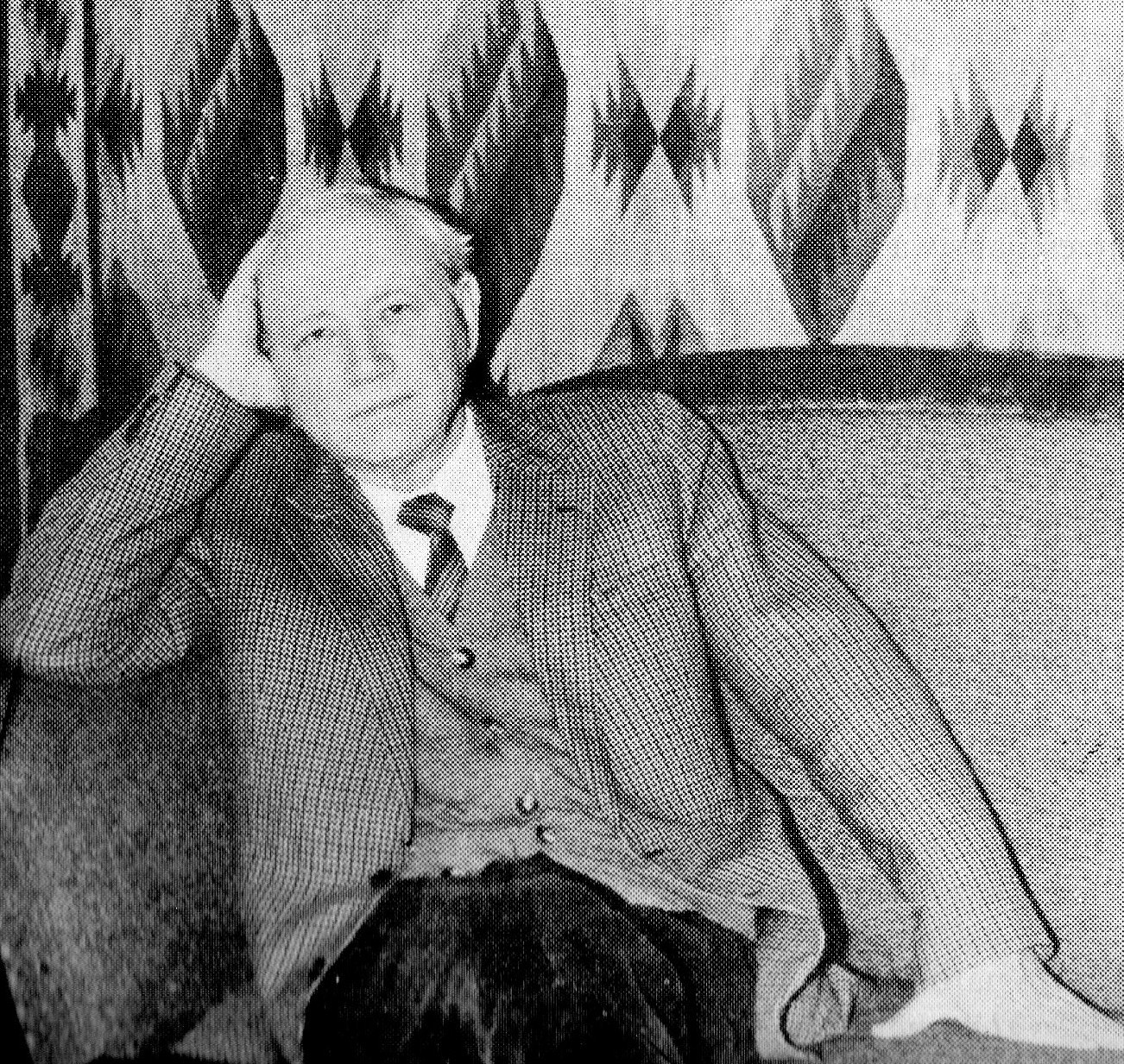
Jan Białostocki, jeden z najbardziej rozpoznawalnych polskich historyków sztuki

Początki historii sztuki w Polsce wiążą się z tzw. starożytnictwem (np. publikacje i artykuły Ambrożego Grabowskiego, poświęcone głównie Krakowowi), pracami inwentaryzatorskimi i gromadzeniem materiałów biograficznych. Jednak te pierwsze dzieła teoretyczne i przewodniki, powstające od XVII wieku nie były jeszcze dziełami historii sztuki. Nowoczesna historia sztuki na ziemiach polskich zaczęła się kształtować około 1870 roku. Nauką uniwersytecką stała się pod koniec XIX wieku – w 1882 na Uniwersytecie Jagiellońskim powstała pierwsza Katedra Historii Sztuki w Polsce (obecnie Instytut Historii Sztuki Uniwersytetu Jagiellońskiego), którą objął Marian Sokołowski. Druga katedra została stworzona na Uniwersytecie Lwowskim.
W 1920 powołano w Krakowie Związek Polskich Historyków Sztuki pod przywództwem Jerzego Mycielskiego, z oddziałami w Warszawie i Lwowie, zaś od lat 30. również w Poznaniu. Ważniejsze zmiany w tym okresie dokonały się na zjeździe w październiku w 1934 roku, gdzie przemianowano związek na Stowarzyszenie Historyków Sztuki i Kultury o celach związanych ściśle z ochroną zabytków i popularyzacją sztuki.
W czasie II wojny światowej działalność związku zeszła do podziemia. Po wojnie główną siedzibę Stowarzyszenia przeniesiono do Warszawy, zaś jego prezesem został prof. Stanisław Lorentz. Działalność członków skupiła się na rewindykacji zagrabionych dzieł sztuki i odbudowie zabytków. Polscy historycy sztuki byli silnie reprezentowani na Kongresie Kultury Polskiej w 1981 roku, na którym środowiska twórcze odrzuciły zależność od polityki kulturalnej PZPR. Kongresowi przewodniczył jeden z bardziej rozpoznawalnych historyków sztuki, prof. Jan Białostocki. Z końcem lat 80. XX w. w wyniku transformacji ustrojowej, Stowarzyszenie Historyków Sztuki uległo większej decentralizacji, co zwiększyło znaczenie lokalnych oddziałów.
Studia na kierunku historia sztuki prowadzą liczne uczelnie w Polsce.

## Wybrani historiografowie i historycy sztuki
- Giorgio Vasari (1511–1574)
- Karel van Mander (1548–1606)
- Joachim von Sandrart (1606–1688)
- André Félibien (1619–1695)
- Johann Joachim Winckelmann (1717–1768)
- Giovanni Morelli (1816–1891)
- Jacob Burckhardt (1818–1897)
- Alois Riegl (1858–1905)
- Heinrich Wölfflin (1864–1945)
- Bernard Berenson (1865–1959)
- Aby Warburg (1866–1929)
- Max Dvořák (1874–1921)
- Ananda Coomaraswamy (1877–1947)
- Henri Focillon (1881–1943)
- Frederick Antal (1887–1954)
- Roberto Longhi (1890–1970)
- Erwin Panofsky (1892–1968)
- Meyer Schapiro (1904–1996)
- Karol Estreicher (1906–1984)
- Ernst Gombrich (1909–2001)
- Jan Białostocki (1921–1988)
- Max Imdahl (1925–1988)
- Jerzy Zygmunt Łoziński (1925–1996)
- Francis Haskell (1928–2000)
- Linda Nochlin (1931–2017)
- Michael Baxandall (1933–2008)
- Svetlana Alpers (ur. 1936)
- Griselda Pollock (ur. 1949)